# Àlex Gómez Comes
Àlex Gómez Comes (n. La Ametlla de Mar, Tarragona, España, 8 de octubre de 1972), más conocido como Àlex Gómez, es un entrenador de fútbol español. Actualmente está sin equipo tras salir de East Bengal FC.

## Trayectoria
En sus inicios, Alex entrenó en clubes de Cataluña como el Amposta, el CF Atmella, el Club Deportiu Tortosa y el Rasquera, antes de ingresar en la cantera del FC Barcelona, en 2007. En la entidad culé desempeñó trabajos en la cantera entre 2007 y 2013. Después de su paso por el club blaugrana, Àlex firmó un contrato por una temporada con el Kitchee SC de Hong Kong tras la salida de Josep Gombau, quien se fue al Adelaide United. Gómez dejó Kitchee en noviembre de 2013 tras desavenencias con la directiva del club asiático, pese a que Gómez Comes le daría al Kitchee un gran comienzo de temporada dejándolo como líder invicto de la liga.
En noviembre de 2014, Gómez entrenaría al Ratchaburi Mitr Phol Football Club de la Liga de Tailandia. Su contrato finalizaría en junio de 2015, tras lo cual llega al Córdoba CF junto a Albert Puig Ortoneda, viejo conocido de la cantera del FC Barcelona. En marzo de 2017, es nombrado director deportivo del Córdoba CF, en sustitución de Emilio Vega. 
En febrero de 2018, tras la llegada de Luis Oliver como presidente del club, Álex Gómez es destituido, siendo sustituido por el exjugador Daniel López Ramos. Más tarde, se convierte en encargado de coordinar el fútbol base del FC Ascó, equipo del Grupo 5 de la Tercera División.
A finales de 2018, firma un contrato con el Real Betis Balompié de una temporada para ser ojeador en la zona de Cataluña. Más tarde, sería nombrado director de la Barça Academy. A su vez, funda The Clever Soccer, una empresa de asesoría de clubes y entrenadores de fútbol.

## Clubes
| Club                                                      | País      | Año       |
| --------------------------------------------------------- | --------- | --------- |
| FC Barcelona (director fútbol base)                       | España    | 2007-2013 |
| Kitchee SC                                                | Hong Kong | 2013      |
| Ratchaburi Mitr Phol Football Club                        | Tailandia | 2014      |
| Córdoba CF (coordinador fútbol base y director deportivo) | España    | 2015-2018 |
| FC Ascó (director deportivo)                              | España    | 2018      |
| Real Betis Balompié (escouting)                           | España    | 2019-2020 |